# Olympische Sommerspiele 2008/Teilnehmer (Kroatien)
| Gelbes Symbol für Goldmedaillen mit stilisierten Olympischen Ringen | Graues Symbol für Silbermedaillen mit stilisierten Olympischen Ringen | Braundes Symbol für Bronzemedaillen mit stilisierten Olympischen Ringen |
| ------------------------------------------------------------------- | --------------------------------------------------------------------- | ----------------------------------------------------------------------- |
| —                                                                   | 2                                                                     | 3                                                                       |

Kroatien nahm 2008 zum fünften Mal an Olympischen Sommerspielen teil.
Für die Olympischen Sommerspiele 2008 meldete das Kroatische Olympische Komitee (kroat.Hrvatski olimpijski odbor), (HOO), die unten angegebenen Sportler, die sich für Peking in entsprechenden Disziplinen qualifiziert hatten.

## Flaggenträger
Der Handballnationalspieler Ivano Balić trug die Flagge Kroatiens während der Eröffnungsfeier.

## Teilnehmer nach Sportarten

### Basketball
- Marko Banić
- Stanko Barać
- Davor Kus
- Krešimir Lončar
- Sandro Nicević
- Zoran Planinić
- Marko Popović
- Nikola Prkačin
- Marin Rozić
- Damjan Rudež
- Marko Tomas
- Roko Leni Ukić

### Boxen
- Marijo Šivolija-Jelica
- Marko Tomasović

### Handball
Männer
Blaženko Lacković
Drago Vuković
Ivano Balić
Tonči Valčić
Davor Dominiković
Mirza Džomba
Ivan Čupić
Domagoj Duvnjak
Venio Losert
Ljubo Vukić
Renato Sulić
Igor Vori
Goran Šprem
Mirko Alilović
Petar Metličić
- Trainer

Lino Červar

### Kanu
- Stjepan Janić
- Emir Mujčinović

### Leichtathletik
- Nedžad Mulabegović
- Vera Begić
- Vanja Perišić
- Nikolina Horvat
- Jurica Grabušić
- Blanka Vlašić (Silber )
- Ivana Brkljačić

### Radsport
- Vladimir Miholjević
- Matija Kvasina
- Radoslav Rogina

### Rudern
- Ante Kušurin
- Mario Vekić
- Siniša Skelin
- Nikša Skelin

### Schießen
- Suzana Cimbal-Špirelja
- Snježana Pejčić (Bronze: )
- Josip Glasnović
- Petar Gorša

### Schwimmen
- Monika Babok
- Duje Draganja
- Saša Imprić
- Sanja Jovanović
- Gordan Kožulj
- Smiljana Marinović
- Alexei Puninski
- Vanja Rogulj
- Nikša Roki
- Dominik Straga
- Marko Strahija
- Mario Todorović
- Anja Trišić

### Segeln
- Petar Cupać
- Šime Fantela
- Ivan Kljaković-Gašpić
- Pavle Kostov
- Marin Lovrović
- Igor Marenić
- Siniša Mikuličić
- Luka Mratović
- Mateja Petronijević
- Luka Radelić

### Taekwondo
- Sandra Šarić (Bronze: )
- Martina Zubčić (Bronze: )

### Tennis
- Marin Čilić
- Ivo Karlović
- Ivan Ljubičić

### Tischtennis
- Tamara Boroš
- Zoran Primorac
- Tan Ruiwu

### Turnen
- Tina Erceg
- Filip Ude (Silber: )

### Wasserball
- Samir Barać
- Miho Bošković
- Damir Burić
- Andro Bušlje
- Teo Đogaš
- Igor Hinić
- Maro Joković
- Aljoša Kunac
- Pavo Marković
- Josip Pavić
- Mile Smodlaka
- Frano Vićan
- Zdeslav Vrdoljak